# Borowiacy Sandomierscy
Borowiacy Sandomierscy – niewielka grupa etnograficzna ludności polskiej zamieszkująca obszar po prawej stronie Sanu, będąca podgrupą Sandomierzan, która osiedliła się na terenach leśnych.
Adam Fischer podawał, że zamieszkują południowy skrawek dawnego powiatu janowskiego w ziemi lubelskiej. Obszar ten zajmują Lasy Janowskie.